# Municipio de Weld
El municipio de Weld (en inglés: Weld Township) es un municipio ubicado en el condado de Stutsman en el estado estadounidense de Dakota del Norte. En el año 2010 tenía una población de 31 habitantes y una densidad poblacional de 0,33 personas por km².

## Geografía
El municipio de Weld se encuentra ubicado en las coordenadas 46°56′33″N 99°7′15″O / 46.94250, -99.12083. Según la Oficina del Censo de los Estados Unidos, el municipio tiene una superficie total de 94.07 km², de la cual 87,92 km² corresponden a tierra firme y (6,54 %) 6,15 km² es agua.

## Demografía
Según el censo de 2010, había 31 personas residiendo en el municipio de Weld. La densidad de población era de 0,33 hab./km². De los 31 habitantes, el municipio de Weld estaba compuesto por el 100 % blancos. Del total de la población el 0 % eran hispanos o latinos de cualquier raza.